# 实验心理学
实验心理学（英語：Experimental psychology）
将心理学作为一门自然科学处理，假定它可以采用实验方法。该分支更注重的是研究方法。实验心理学的建立使心理学摆脱了哲学心理学的阶段，进入了科学心理学的阶段。

## 歷史
儘管1879年，第一個心理學家冯特在莱比锡建立第一个实验心理学实验室，被心理學教科书认为是科学心理学诞生的标志。但在馮特之前同樣萊比錫大學的心理物理學家恩斯特·韦伯（Ernst Weber）就已經設計實驗发现了韦伯定律，他也被教科書認為是心理物理学的最早創立者，而後费希纳在韋伯的關係式基礎上提出了數理化表達的费希纳定律，這兩位均被英語教科書共同視為實驗心理學的建立者。最早的实验心理学家只注重对感覺與知觉的研究，对於用实验研究一些高级心理过程记忆、思维表示怀疑。而1879年艾宾浩斯开始的对记忆的开拓性研究（1885年出版了《论记忆》这部重要著作）推翻了这一论断。实验心理学由此开始了对人的高级心理過程的深入研究.

## 流派
早期的实验心理学家(如艾宾浩斯和铁钦纳)注重思辨，采用内省、推理和知觉等方法。早期20世纪上半叶的心理學流派，实验心理学与行为主义紧密联系，特别在美国，导致忽视了精神现象，而在欧洲包括英国，行为主义影响较小，在如Frederic Bartlett爵士、Kenneth Craik、W. E. Hick和布罗德本特（Donald Broadbent）等心理学家的影响之下，实验心理学家關心诸如思维、记忆和注意的研究議題，带来随后认知心理学的发展。

## 展望
随着20世纪下半叶心理学研究领域的扩展，实验心理学所覆盖的领域延伸到社会心理学、发展心理学、人机工程学等多个领域。其中认知心理学和生理心理学的实验研究成为主流。自1980年代开始，两个领域开始综合，形成一门新兴的重要学科——认知神经科学。该学科把心理和大脑的统一理解作为自己的目标。
实验心理学現在已经融入当今的大多数心理学研究中。实验作为一种重要的研究方法而被广泛强调。实验方法又分为实验室实验和现场实验。现场实验在更为自然的环境下进行，对无关条件的控制没有实验室实验嚴格，但现场实验較实验室实验更接近真實的狀況。